# Hrišovce
Hrišovce es un municipio del distrito de Gelnica en la región de Košice, Eslovaquia, con una población estimada a final del año 2024 de 280 habitantes.
Se encuentra ubicado al oeste de la región, en el valle del río Hernád y cerca de la frontera con la región de Prešov.

## Demografía
| Año        | 1994 | 2004    | 2014    | 2024    |
| ---------- | ---- | ------- | ------- | ------- |
| Población  | 324  | 310     | 320     | 280     |
| Diferencia |      | −4,32 % | +3,22 % | −12,5 % |

| Año        | 2023 | 2024    |
| ---------- | ---- | ------- |
| Población  | 275  | 280     |
| Diferencia |      | +1,81 % |